# Acacia mackeyana
Acacia mackeyana là một loài thực vật có hoa trong họ Đậu. Loài này được Ewart & Jean White miêu tả khoa học đầu tiên.